# Canton de Durtal
Le canton de Durtal est une ancienne division administrative française située dans le département de Maine-et-Loire et la région Pays de la Loire.
Il disparait aux élections cantonales de mars 2015, réorganisées par le redécoupage cantonal de 2014.

## Composition
Le canton de Durtal comprenait huit communes et comptait 10 616 habitants (population municipale) au 1er janvier 2012.
| Nom                  | Code Insee | Intercommunalité         | Population (dernière pop. légale) |
| -------------------- | ---------- | ------------------------ | --------------------------------- |
| Durtal (chef-lieu)   | 49127      | CC Anjou Loir et Sarthe  | 3 377 (2014)                      |
| Baracé               | 49017      | CC Anjou Loir et Sarthe  | 557 (2014)                        |
| Daumeray             | 49119      | CC Anjou Loir et Sarthe  | 1 532 (2014)                      |
| Étriché              | 49132      | CC Anjou Loir et Sarthe  | 1 525 (2014)                      |
| Huillé               | 49159      | CC Anjou Loir et Sarthe  | 544 (2014)                        |
| Montigné-lès-Rairies | 49209      | CC Anjou Loir et Sarthe  | 398 (2014)                        |
| Morannes             | 49220      | CC des Portes-de-l'Anjou | 1 800 (2013)                      |
| Les Rairies          | 49257      | CC Anjou Loir et Sarthe  | 987 (2014)                        |

## Géographie
Situé dans le Baugeois, ce canton est organisé autour de Durtal dans l'arrondissement d'Angers. Sa superficie est de plus de 204 km2 (20 485 hectares), et son altitude varie de 16 mètres (Étriché) à 94 mètres (Durtal), pour une altitude moyenne de 35 mètres.
| Nom de la commune    | Surface (ha) | Alt. mini (m) | Alt. maxi (m) |
| -------------------- | ------------ | ------------- | ------------- |
| Baracé               | 1 346        | 17            | 62            |
| Daumeray             | 4 053        | 17            | 67            |
| Durtal               | 6 058        | 21            | 94            |
| Étriché              | 1 960        | 16            | 53            |
| Huillé               | 1 253        | 17            | 78            |
| Montigné-lès-Rairies | 901          | 28            | 76            |
| Morannes             | 4 073        | 17            | 66            |
| Les Rairies          | 841          | 22            | 43            |

## Histoire
Le canton de Durtal (chef-lieu) est créé en 1790. Il est intégré au district de Châteauneuf, puis en 1800 à l'arrondissement de Segré, en 1806 à arrondissement de Baugé, et à sa disparition en 1926, à l'arrondissement d'Angers.
En 1790 la canton de Durtal ne comprend que trois paroisses, Notre-Dame, Saint-Pierre et Saint-Léonard-de-Durtal, et en l'an III, Durtal et Baracé, avant de se constituer définitivement en 1800.
Dans le cadre de la réforme territoriale, un nouveau découpage territorial pour le département de Maine-et-Loire est défini par le décret du 26 février 2014. Le canton de Durtal disparait aux élections cantonales de mars 2015.

## Représentation

### Conseillers généraux de 1833 à 2015
Le canton de Durtal est la circonscription électorale servant à l'élection des conseillers généraux, membres du conseil général de Maine-et-Loire.
| Période | Période          | Identité                                                                 | Étiquette       | Qualité |
| ------- | ---------------- | ------------------------------------------------------------------------ | --------------- | --- |
| 1814    | 1830             | Eugène de la Bonninière de Beaumont                                      |                 | conseiller désigné |
|         |                  | Avant 1833, les conseillers généraux n'étaient pas rattachés à un canton |                 | |
| 1833    | 1842 (décès)     | Henri-Guillaume Pion (1787-1842)                                         |                 | Juge de paix à Durtal |
| 1842    | 1848             | François Berger-Lointier                                                 |                 | Avocat, maire de Briollay |
| 1848    | 1872 (démission) | Guillaume Lemotheux-Moreau                                               |                 | Ancien banquier, ancien Président du Tribunal de commerce et adjoint au Maire d'Angers                                                       |
| 1873    | 1877             | François Eugène Berger                                                   | Droite          | Avocat, conseiller de Préfecture Député (1868-1870, 1876-1881 et 1885-1893)                                                                  |
| 1877    | 1887 (décès)     | Louis Bilbille                                                           | Droite          | Propriétaire, maire de Durtal |
| 1887    | 1906 (décès)     | Georges de Blois                                                         | Droite          | Agriculteur à Bourg-d'Iré Sénateur (1895-1906) Maire de Daumeray                                                                             |
| 1906    | 1937             | Comte Jean d'Andigné                                                     | Conservateur    | Propriétaire Maire de Durtal (1899-1929) |
| 1937    | 1940             | Jean de Blois de La Calande (1888-1967)                                  | Union Nationale | Propriétaire, ancien officier de cavalerie, adjoint au maire de Daumeray, conseiller d'arrondissement Nommé conseiller départemental en 1943 |
|         |                  |                                                                          |                 | |
| 1945    | 1949             | Jean Raguin                                                              | Rép.Ind.        | |
| 1949    | 1961             | Jean de Blois de La Calande                                              | DVD             | Propriétaire à Daumeray |
| 1961    | 2004             | Charles Jolibois                                                         | RI puis UDF     | Avocat Maire d'Étriché (1956-2008) Sénateur (1983-2001)                                                                                      |
| 2004    | 2015             | Jean-Luc Davy                                                            | UMP             | Administrateur de société Maire de Daumeray (1995- )                                                                                         |

### Résultats électoraux détaillés
- Élections cantonales de 2004 : Jean-Luc Davy (UDF) est élu au 2e tour avec 56,52 % des suffrages exprimés, devant André Logeais (Divers gauche) (43,48 %). Le taux de participation est de 68,39 % (4 790 votants sur 7 004 inscrits)[12].
- Élections cantonales de 2011 : Jean-Luc Davy (UMP) est élu au 2e tour avec 54,3 % des suffrages exprimés, devant Corinne Bobet (PS) (45,7 %). Le taux de participation est de 45,64 % (3 385 votants sur 7 417 inscrits)[13].

### Conseillers d'arrondissement (de 1833 à 1940)
Le canton de Durtal appartenait à l'arrondissement de Baugé jusqu'à sa disparition en 1926.
| Période                                  | Période | Identité                    | Étiquette       | Qualité |
| ---------------------------------------- | ------- | --------------------------- | --------------- | --- |
| 1833                                     | 1848    | Ulysse Jacques Gaudin       |                 | Ancien notaire, Durtal                                                                                      |
|                                          |         |                             |                 | |
| 1919                                     | 1922    | Daniel Prévost-Lemotheux    |                 | Maire de Daumeray                                                                                           |
| 1922                                     | 1937    | Jean de Blois de La Calande | Union Nationale | Propriétaire, adjoint au maire de Daumeray                                                                  |
| 1937                                     | 1940    | Émile Poirier               | Droite          | Médecin à Durtal                                                                                            |
| 1940                                     |         |                             |                 | Les conseils d'arrondissement ont été suspendus par la loi du 12 octobre 1940 et n'ont jamais été réactivés |
| Les données manquantes sont à compléter. |         |                             |                 | |

## Démographie
| 1962  | 1968  | 1975  | 1982  | 1990  | 1999  | 2006   | 2011   | 2012   |
| ----- | ----- | ----- | ----- | ----- | ----- | ------ | ------ | ------ |
| 8 949 | 8 902 | 8 509 | 8 713 | 8 786 | 9 236 | 10 036 | 10 542 | 10 616 |